# 菅南涯
菅 南涯（かん なんがい、生没年不詳）は、江戸時代中期の日本の篆刻家である。
清水氏。本姓が菅原氏であったので中国風に修して菅とした。名は周監、字を子文、南涯は号である。通称志水勝右衛門。京都の人。
高芙蓉に就いて篆刻を学ぶ。源惟良が編集した『芙蓉山房私印譜』にその刻した印が掲載される。自らの印譜に『南涯印譜』2巻がある。